# Даровских, Валерий Афанасьевич
Вале́рий Афана́сьевич Даро́вских (род. 19 июля 1961, Мураши, Кировская область) — российский биатлонист и лыжник, участник боевых действий в Афганистане. Серебряный призёр зимних Паралимпийских игр, чемпион мира и Европы. Заслуженный мастер спорта России по биатлону и лыжным гонкам среди спортсменов с ПОДА.

## Награды
- орден Красной Звезды.[2]
- Благодарственная медаль от афганского народа «За вклад в восстановление мира».[2]
- Почетный железнодорожник [2]
- Заслуженный мастер спорта России.[2]